# Pietra Corva
La Pietra Corva o Pietra di Corvo (1.078 m s.l.m.) è una montagna dell'Appennino ligure posta sul confine tra la Provincia di Pavia e quella di Piacenza. Con il vicino Monte Penice, il Pan Perduto e il Monte Mosso fa parte dello spartiacque che divide la val Tidone dalla val Trebbia. Appartiene, amministrativamente, al comune di Alta Val Tidone e a quello di Romagnese.

## Geologia
Similmente alla vicina Pietra Parcellara si tratta di un lembo di mantello terrestre, di natura serpentinica, finito sul fondo dell'oceano (allora oceano ligure) prima della sua chiusura (circa 200 milioni di anni fa) a seguito di una frana sottomarina (olistostroma) che ha interessato un rilievo impostato sul mantello che costituiva il fondo dell'oceano.

## Giardino botanico
Ai suoi piedi, in località Praticchia si trova il Giardino botanico alpino di Pietra Corva.

## SIC "Sassi Neri - Pietra Corva"
L'area su cui svettano il monte Pietra Corva e le vicine formazioni rocciose del Pan Perduto e dei Sassi Neri è stata riconosciuta nel gennaio 2019 come sito di importanza comunitaria (SIC) ai sensi della direttiva "Habitat" 92/43/CE. Elementi tipici del SIC sono, oltre ai prati con ricca fioritura di orchidee, le praterie magre, le faggete appenniniche e le formazioni vegetali delle ofioliti.
Il SIC, proposto dalla Provincia di Pavia, si estende per circa 670 ettari nel comune di Romagnese.
Il Giardino Alpino di Pietra Corva si trova nel cuore dell'area protetta.